# أحمد عبد السلام توفيق
لواء أركان حرب / أحمد عبد السلام توفيق (23 مارس 1920 - 5 يونيو 1998). قائد عسكري وسياسي مصري، تخرج في الكلية الحربية سنة 1939، وتدرج في المناصب بالقوات المسلحة المصرية فكان قائد سرية سنة 1956، وقائد الفرقة الثانية مشاة سنة 1967، وتولى قيادة الجيش الثاني الميداني سنة 1969، ثم تولى قيادة المنطقة المركزية العسكرية، وانتقل منها ليشغل منصب محافظ قنا في 19 يونيو 1971، ثم غادرها إلى رئاسة جهاز المخابرات العامة المصرية في مارس 1973، حيث كان رئيساً للجهاز خلال حرب أكتوبر، ثم عُيّن بعد ذلك سفيراً لمصر بجمهورية الصين الشعبية سنة 1975 إلى أن أُحيل للتقاعد في مارس 1980.

## حياته المهنية
- تخرج في الكلية الحربية سنة 1939، وتدرج في المناصب بالجيش المصري فكان قائد سرية سنة 1956،[2]:220 وقائد الفرقة الثانية مشاة سنة 1967.[3]:172
- تولى قيادة الجيش الثاني الميداني (مارس 1969 - سبتمبر 1969).[4]
- تولى قيادة المنطقة المركزية العسكرية.[5]:334:335
- شغل منصب محافظ قنا (19 يونيو 1971 - 24 فبراير 1973)[6][7]:50[8]:121
- شغل منصب رئيس جهاز المخابرات العامة في مارس 1973.[1]
- عُيّن سفيراً لمصر بجمهورية الصين الشعبية إلى أن أُحيل للتقاعد في مارس 1980.[9]